# Severodvinsk
Pour les articles homonymes, voir Severodvinsk (homonymie).
Severodvinsk (en russe : Северодвинск) est une ville de l'oblast d'Arkhangelsk, en Russie. Fondée en 1936, la ville s'est d'abord appelée Soudostroï (1936-1938), puis Molotovsk (1938-1957). Centre administratif de l'okroug urbain de Severodvinsk, sa population s'élevait à 182 291 habitants en 2019. C'est une ville portuaire située dans un delta, indirectement connectée à la Mer Blanche, via la Baie de Dvina
Les chantiers navals de Zviozdotchka  ont construit la plupart des sous-marins nucléaires soviétiques.

## Géographie
Severodvinsk se trouve dans le delta de la Dvina septentrionale, au fond de la Baie de la Dvina, à 33 km à l'ouest d'Arkhangelsk, à  713 km au nord-est de Saint-Pétersbourg et à 990 km au nord de Moscou. Elle fait partie de l'okroug urbain de Severodvinsk, qui comporte 11 autres localités.
|  |

Le climat de Severodvinsk est subarctique (type Dfc dans la classification de Köppen).

## Histoire

### Les origines
Les rives de la Dvina septentrionale furent d'abord explorées par les Vikings. 
Des bateaux normands et anglais venaient jusqu'à l'embouchure du fleuve pour les fourrures et le poisson jusqu'à ce qu'un refroidissement climatique au XIIIe siècle rende cette navigation trop dangereuse. 
Au XVe siècle, un port était en activité au pied du monastère de Nikolo-Korelski, dont la construction est attribuée à saint Euphemius, missionnaire orthodoxe en Carélie.
En août 1553, le navigateur Richard Chancellor à la recherche d'une route vers la Chine par le nord, fut jeté par une tempête sur la côte et se rendit au monastère de Nikolo-Korelski. 
Chancellor rendit visite à Ivan le Terrible et réussit à obtenir des privilèges commerciaux pour l'Angleterre. 
En 1557, des relations diplomatiques furent établies entre la Russie et l'Angleterre et le premier ambassadeur russe en Angleterre quitta le monastère de Nikolo-Korelski pour l'Angleterre en compagnie de Chancellor. 
Des navires de commerce étrangers commencèrent à fréquenter le port établi au pied du monastère et des entrepôts furent construits sur l'île Yangri.
Le monastère de Nikolo-Korelski prospéra après la fondation de la Compagnie de Moscovie, dont le gros du commerce transitait par le port local. 
En aout 1618, le port reçut la visite du naturaliste et voyageur britannique John Tradescant l'Ancien, qui effectuait un relevé de l'île située face au monastère. 
Dans la tradition britannique, l'île fut alors connue comme l'île Rose, car Tradescant y trouva une plante extrêmement rare qu'il nomma Rosa Moscovita et ramena à Londres. 
Les bâtiments subsistant du monastère furent construits dans la seconde moitié du XVIIe siècle. 
L'église de l'Assomption (1664-1667) est reliée par une galerie à la cathédrale Saint-Nicolas à cinq dômes, qui date de 1670-1674. 
Plusieurs décennies après, les murs et les tours en bois furent élevés. 
Les tours les mieux préservées furent transportées, à l'époque soviétique, à Kolomenskoïe, près de Moscou, où on peut les voir de nos jours.
La Dvina septentrionale devint alors le cours d'eau le plus important pour la Russie et ne fut dépassée par la Volga qu'au XVIIe siècle. 
Malgré les restrictions aux importations de produits étrangers imposées par Pierre le Grand en 1722, la Dvina septentrionale continua de jouer un rôle essentiel dans les relations du centre de la Russie avec le Nord, l'Europe et l'Arctique.

### La ville moderne

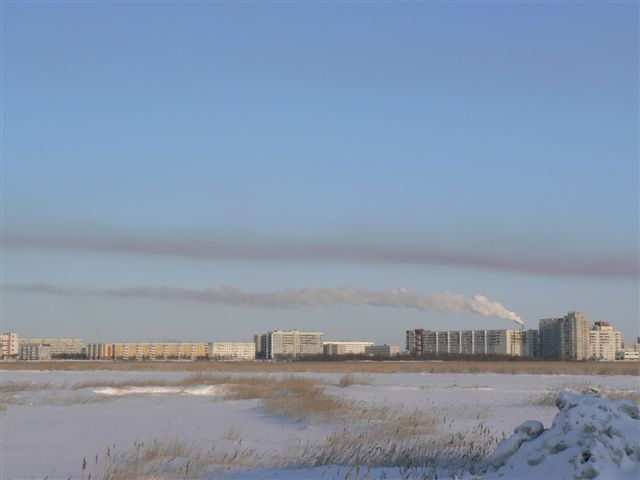
Severodvinsk en hiver.

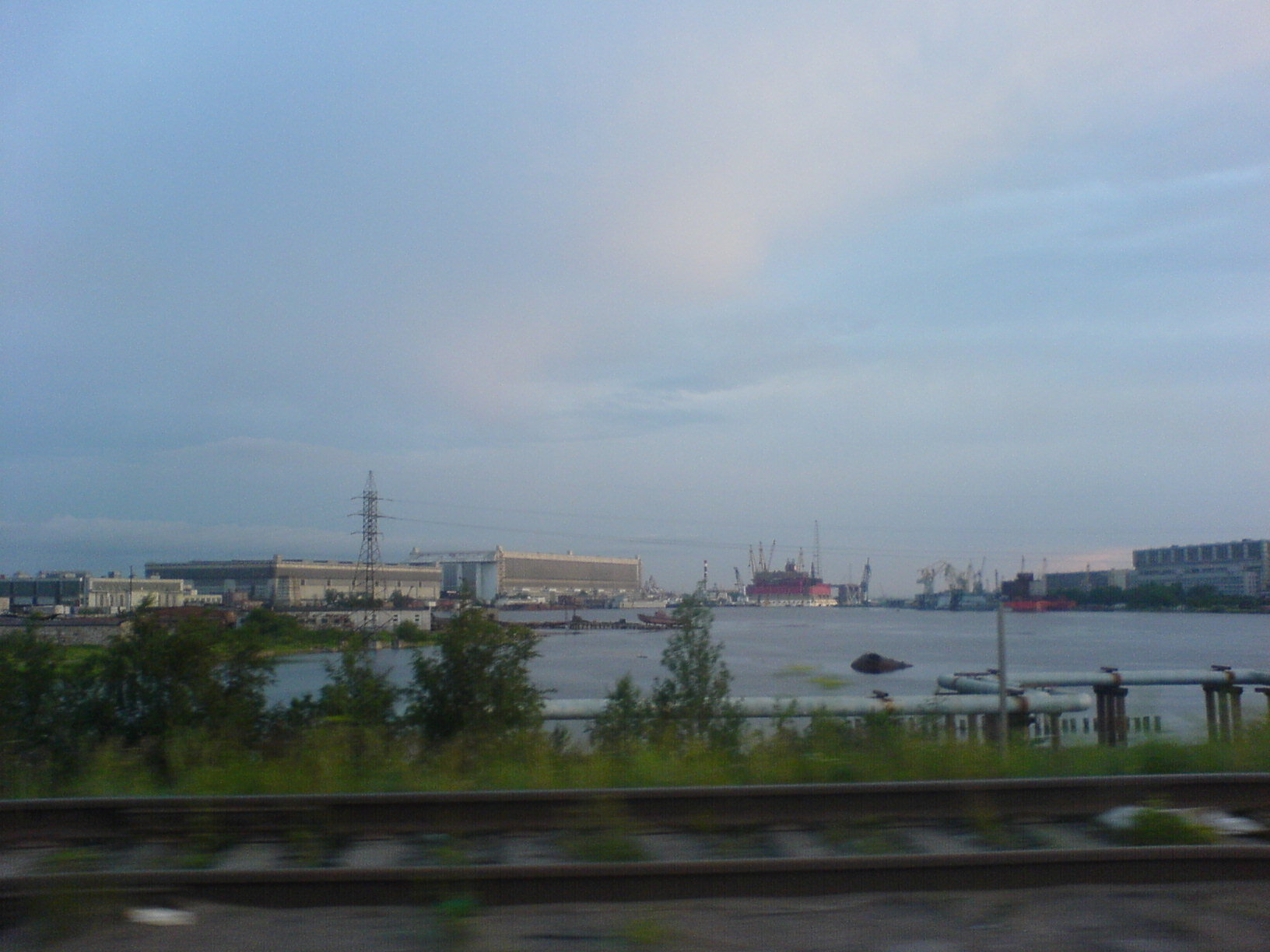
Vue du chantier naval SevMach. L'atelier 55 (55-й цех) serait le plus vaste bâtiment au monde.

La ville moderne de Severodvinsk fut créée en 1936 par un décret de Staline. Le bateau Ivan Kalyaev transporta sur place les bâtisseurs de la ville en juin 1936. Ils trouvèrent les ruines oubliées du monastère de Nikolo-Korelski sur les rives désertes de la Dvina septentrionale. Comme d'autres villes nouvelles des régions du Nord ou de Sibérie, les premiers constructeurs étaient de jeunes communistes et des milliers de prisonniers du Goulag. Le chantier de construction de la ville prit le nom de Soudostroï.
Vivant sous des tentes dans le froid et des marécages infestés de moustiques en été, les bâtisseurs commencèrent à construire une voie ferrée de 50 km en seulement quatre mois. La ligne fut ouverte en novembre 1936. On entreprit alors la construction d'un chantier naval. La nouvelle localité reçut le statut de ville le 11 août 1938 et prit le nom de Molotovsk, en l'honneur de Viatcheslav Molotov, le bras droit de Staline. Une population d'environ 60 000 prisonniers du Goulag survivait dans les camps des environs de Molotovsk, dans des conditions particulièrement difficiles. Entre 1936 et 1953, on estime que 25 000 d'entre eux y trouvèrent la mort.
À la veille de la Seconde Guerre mondiale, la population s'élevait à 40 000 habitants, qui venaient pour la plupart de la région d'Arkhangelsk. Au cours de la guerre, quatorze mille habitants quittèrent la ville pour le front et seulement 4 000 d'entre eux revinrent. Les femmes et les adolescents les remplacèrent dans les usines et fabriquèrent des munitions, malgré le froid et le manque de nourriture. Molotovsk accueillit en 1941 des hommes et des équipements des chantiers navals de Léningrad, évacués devant l'avance de l'armée allemande. Le port de Molotovsk commença à fonctionner en décembre 1941. Il fut utilisé pendant la guerre pour recevoir l'aide des Alliés, Britanniques et Américains. Une grande partie des fameux convois de l'Arctique destinés à Arkhangelsk déchargeaient en réalité leur cargaison à Molotovsk. En 1957, dans le cadre de la déstalinisation, Molotovsk fut renommée Severodvinsk, nom dérivé de celui du fleuve qui arrose la ville, la Dvina septentrionale – en russe : Severnaïa Dvina (Северная Двина).

## L'accident d'août 2019
Le 8 août 2019 matin un nouveau système de propulsion d'un missile, en cours de test, a explosé sur une zone d'entraînement et d'essais militaires de la base navale de Belomorsk (unité militaire 09703, qui dépend de la Flotte du Nord, située dans le Grand Nord), près de Sopka faisant sept morts dont cinq ingénieurs, scientifiques impliqués dans des tests d'une source d'énergie radio-isotopique, et quinze personnes ont été blessées et irradiées,. La ville est située à environ 30 km de la base militaire de Nyonoksa.
Peu après, à midi, soit 9 heures GMT, « six des huit capteurs » du système de surveillance automatique permanent installé à Severodvinsk ont détecté une hausse du rayonnement gamma, enregistrant une augmentation de la radioactivité ambiante (avec un dépassement, de trois fois, de la norme )) ; la dose mesurée a été jusqu'à quatre à seize fois supérieure au fond habituel, d'après un communiqué de l'agence russe de météorologie RosguidrometLe centre-ville a été concerné (deux capteurs étaient installés au 48, rue Karl Marx et au 7, rue Pliousnina),,. Ces capteurs ont montré durant 30-40 minutes une augmentation significative et rapide de la radioactivité de l'air, qui a atteint un pic d'environ 2 microsieverts par heure avant de redescendre à la normale.
La mairie de Severodvinsk a annoncé cet événement sur son site internet, expliquant qu'il y avait eu « une brève hausse de la radioactivité » puis l'information a été retirée du site, sans explications. 
Un responsable local de la défense civile, Valentin Magomedov, a confirmé à l'agence de presse TASS que le niveau de radiation était monté jusqu'à 2,0 microsieverts/heure pendant trente minutes, rappelant que la limite réglementaire est de 0,6 microsievert par heure. Selon certains médias, les habitants de Severodvinsk, inquiets, se sont rués sur les stocks d'iode et d'iodifères vendus en pharmacie,.
Le ministère russe de la Défense avait, dès avant l'accident, fermé la baie à toute navigation civile jusqu'en septembre au moins. La ville, située sur le delta qui est dans le fond de cette baie est ainsi privée d'accès à la mer.

## Population
Recensements (*) ou estimations de la population
| 1939*  | 1944   | 1959*  | 1970*   | 1979*   | 1989*   | 2002*   | 2010*   |
| ------ | ------ | ------ | ------- | ------- | ------- | ------- | ------- |
| 21 304 | 28 900 | 78 657 | 144 672 | 197 232 | 248 670 | 201 551 | 192 353 |

| 2012    | 2013    | 2014    | 2015    | 2016    | 2017    | 2018    | 2019    |
| ------- | ------- | ------- | ------- | ------- | ------- | ------- | ------- |
| 190 083 | 188 539 | 187 284 | 186 172 | 185 075 | 183 996 | 183 255 | 182 291 |

## Économie
Severodvinsk abrite deux importants chantiers navals qui travaillèrent d'abord pour la marine soviétique et la Flotte du Nord, créée en 1937, et aujourd'hui pour la marine russe. Ces deux chantiers, aujourd'hui Sevmash (СевМаш) et Zviozdotchka (île de Yagry), se trouvent au nord de la ville. Le chantier Sevmash compte parmi les plus importants chantiers navals de Russie. Pour cette raison, Severodvinsk a été une ville fermée aux étrangers depuis 1936, sauf une brève exception en 1992-1993. Le premier sous-marin soviétique à propulsion nucléaire, le Leninski Komsomol, fut construit dans le chantier Sevmash de 1955 à 1957. Sevmash a construit par la suite la plupart des sous-marins nucléaires de l'Union soviétique. Depuis 1992, les deux chantiers sont principalement chargés du démantèlement des sous-marins nucléaires. En avril 2007, Sevmash a également démarré la construction de la première centrale nucléaire flottante (CNF).

## Culture
Le Musée d'études municipal et régional de Severodvinsk.

## Culte

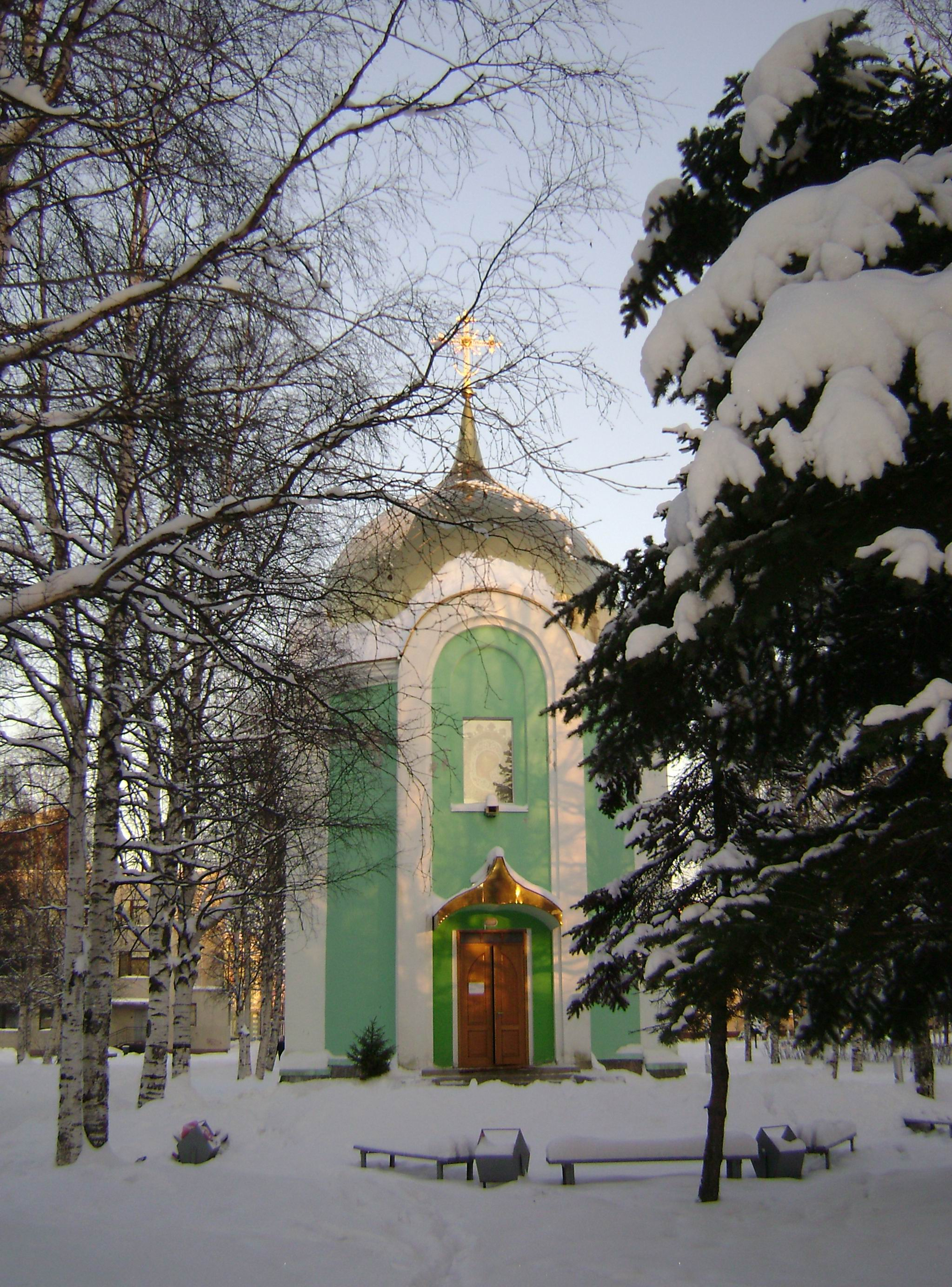
Chapelle Saint-Alexandre-Nevski

La ville fait partie de l'éparchie d'Arkhangelsk de l'Église orthodoxe russe. Ses lieux de culte sont:
- Monastère Nikolo-Korelski
- Église Saint-Nicolas

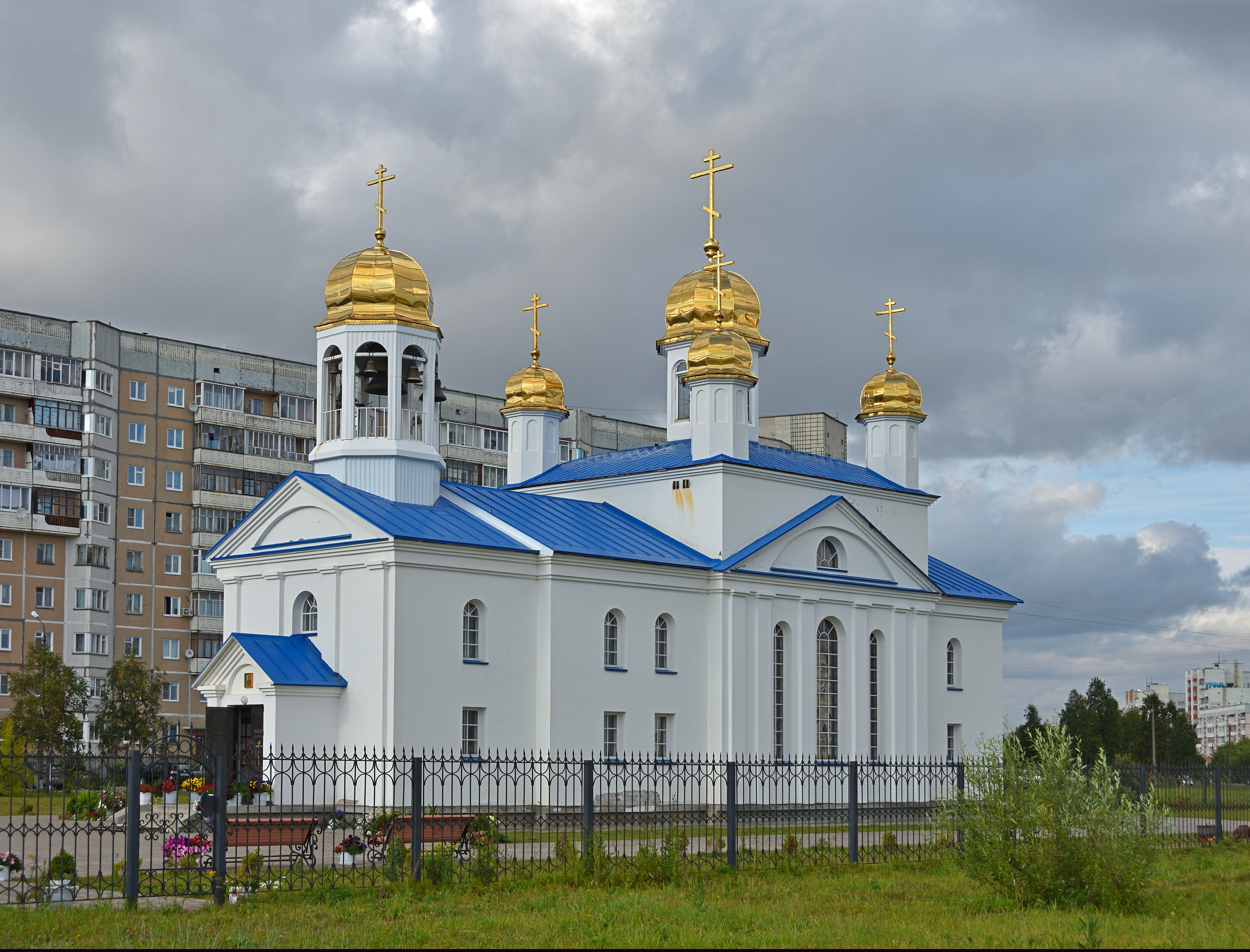
Église de la Résurrection de l'île de Yagry
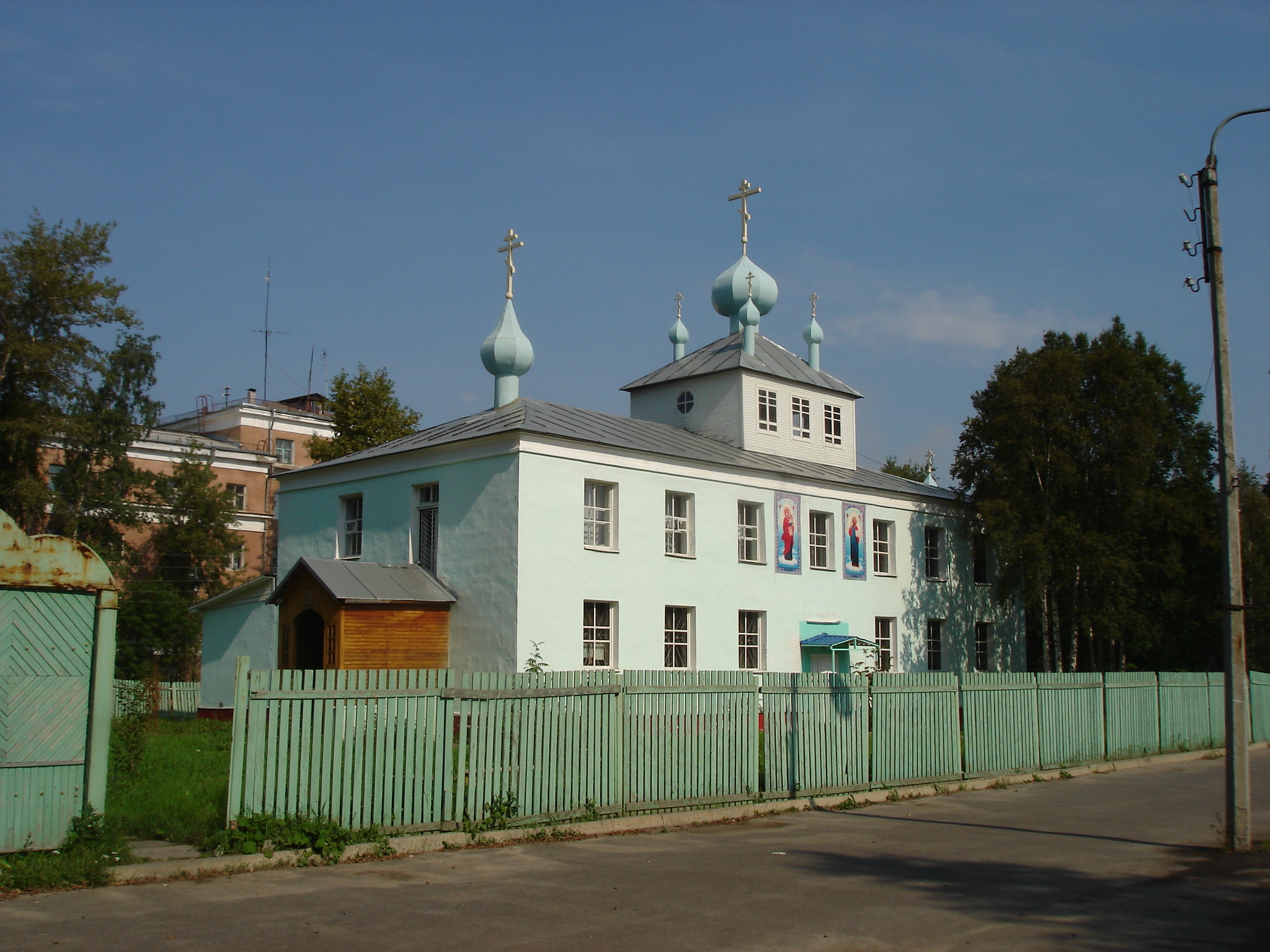
Église Saint-Nicolas
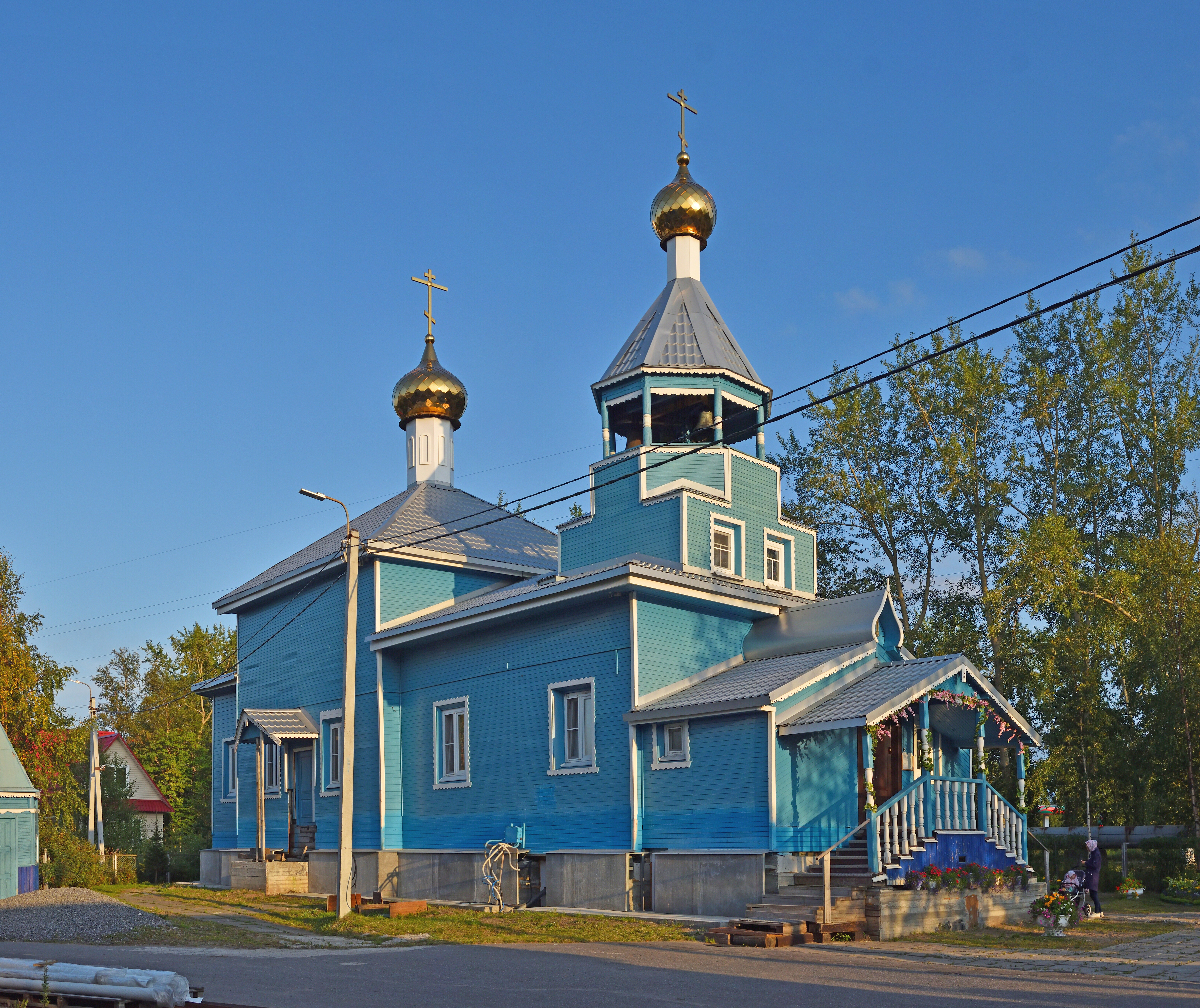
Église ND de Vladimir
- Église Saints-Cyrille-et-Méthode
- Chapelle Saint-Alexandre-Nevski

- Église ND de Vladimir
- Église Saint-Nicolas
- Église de la Résurrection

## Radios
Les stations de radio sont :
FM
- 87,6 Mhz Europa Plus
- 88,3 Mhz Love Radio
- 88,7 Mhz Radio Rossii / Radio Pomorié
- 89,1 Mhz Radio Dorojnoïe
- 90,4 Mhz Radio Maïak (Le Phare)
- 99,5 Mhz Vesti FМ
- 102,4 Mhz Radio Modern
- 103,0 Mhz Avtoradio
- 105,1 Mhz Radio Datcha
- 105,7 Mhz Écho de Moscou
- 106,2 Mhz Vesti FМ
- 106,9 Mhz Rousskoïe Radio
- 107,9 Mhz Retro FM

## Personnalités
- Marina Proussakova, épouse de Lee Harvey Oswald, assassin présumé du président John F. Kennedy, est née en 1941 à Severodvinsk, alors Molotovsk.
- Alexeï Sidorov (1968), réalisateur russe

## Jumelages
- Portsmouth (États-Unis)
- Briansk (Russie)
- Mazyr (Biélorussie)
- Soumy (Ukraine)
- Tiraspol (Moldavie). Ville située en république moldave de Transnistrie, État non reconnu.